# 187 Lockdown
 (décembre 2012).
Si vous disposez d'ouvrages ou d'articles de référence ou si vous connaissez des sites web de qualité traitant du thème abordé ici, merci de compléter l'article en donnant les références utiles à sa vérifiabilité et en les liant à la section « Notes et références ».
187 Lockdown est un groupe de musique électronique britannique constitué de Danny Harrison et Julian Jonah.
Aussi connu sous le pseudonyme de Nu-Birth ou M-Factor, le groupe fait partie des fondateurs de la house music.

## Discographie

### Album
- 187

### Singles
- Gunman
- Kung-Fu
- The Don
- All 'N' All